# جيمس إرل راي
جيمس إيرل راي (بالإنجليزية: James Earl Ray)‏ أمريكي من ولاية إلينوي أدين في تاريخ 4 أبريل 1968 بقتل داعية الحقوق المدنية مارتن لوثر كينغ، وعند توجيه التهمة له اعترف بأنه مذنب وذلك لتجنب المحاكمة والإدانة وإمكانية تلقيه عقوبة الإعدام وقد حكم عليه بالسجن 99 عامًا إلا أنه تراجع عن اعترافاته في وقت لاحق، وحاول الحصول على محاكمة جديدة ولكن دون جدوى.
توفي في السجن بمرض التهاب الكبد الفيروسي ج.

## حياته
جيمس ارل راي هو ابن لعائله فقيره من مدينة التون، إلينوي ولد في 10 آذار/مارس 1928. غادر المدرسة وهو في الخامس عشر من عمره وانضم إلى الجيش الأمريكي في ختام الحرب العالمية الثانية، عمل في ألمانيا فترة من الوقت قبل أن يعود من جديد إلى الولايات المتحدة الأمريكية.
تسلسل حياته:
- في عام 1949 كانت أول جريمه له عندما ادين بعملية سطو مسلح في ولاية كاليفورنيا.
- في عام 1952 حُكم عليه بتقديم خدمة مدنية لمدة عامين لقيامه بعملية سطو مسلح على سائق أجره في ولاية إلينوي.
- في عام 1955 أدين بتهمة الاحتيال الإلكتروني بعد سرقة حوالات ماليه في هانيبال، ميسوري قام على اثرها بالخدمة لثلاث سنوات في السجن الاتحادي ليفنورث.
- في عام 1959 ألقي القبض عليه بسرقة 120 دولار في عملية سطو مسلح على متجر كروجر في سانت لويس [2]، وقد حكم عليه بالسجن عشرون عاما في سجن ولاية ميسوري لارتكابه جرائم متكرره.
- في عام 1967 فر من السجن مختبئا داخل شاحنة تنقل الخبز من مخابز السجن.[3]
- -بعد هروبه، توجه إلى سانت لويس ومن ثم إلى شيكاغو، تورنتو، مونتريال وبرمنغهام. وعندما وصل إلى ولاية ألاباما مكث فيها مده من الزمن اشترى فيها سياره من شركة فورد، موستينغ وحصل على رخصة قياده من ولاية ألاباما.
- -في 19 أكتوبر 1967، توجه إلى المكسيك وتوقف في أكابولكو قبل أن يستقر أخيراً في بويرتو فالارتا.[4]
- في المكسيك كان يحمل اسماً مستعار هو (اريك ستافو جالت) وادعى بأنه يعمل مخرجاً لأفلام اباحية، كما انه مارس العمل فعلياً في فترة اقامته هناك وعمل على تصور افلاما إباحية لعاهرات مكسيكيات كما قام أيضاً بالتقاط الصور الفتوغرافية لهم.[5]
- في 16 نوفمبر 1967 غادر المكسيك بعد أن خابت آماله بنجاح أعماله، وبعد أن هجرته مومس كان على علاقة غراميه بها.[6]
- في 19 من نوفمبر وصل راي للوس انجلوس، وبينما كان هناك التحق باحد المدارس المحلية واخذ فيها دروساً في الرقص.[7]

## أفكاره
كان راي شديد الاهتمام بحملة جورج والاس الرئاسية، الذي اشتهر بتأييده للعزل عنصري وكان مصدر ذلك الاهتمام عنصريتة التي كان متحاملاً فيها على الأميريكيين ذوي الأصول الأفريقية. إنضم راي لحملة والاس التي قال فيها «انه كان يقضي معظم وقته في لوس انجلوس متطوعاً في مقر حمله والاس الانتخابيه في شمال هوليوود». 
شمل اهتمامه أيضاً روديسيا التي هيمن فيها البيض وقتها على نظام السلطة حتى انه كتب لمجلس جنوب أفريقيا الأمريكي في 28 ديسمبر، 1967 رساله قال فيها «كتبت رسالتي هذه لانني افكر بالهجرة إلى روديسيا»

## قبل الاغتيال
- في 5 مارس، 1968 خضع راي لعملية تجميل لانفه على يد الدكنور رسل هادلي.
- في 18 مارس، 1968 بدأ رحلته البرية لاتلانتا، جورجيا.[10]
- في 24 مارس قدم راي إلى اتلانتا وسكن في نزل.[11]
- قام بشراء خارطة لمدينة اتلانتا التي وجدها لاحقاً عملاء مكتب التحقيقات الفيدرالي عند تفتيشهم للغرفته التي كان يقطن بها أثناء اقامته وقد حدد عليها موقعا كنيسة كينغ ومحل اقامته.[12]
- في 30 مارس 1968، قاد راي سياره لبرمنغهام، الباما. واشترى من محل ريمنجتن هناك بندقية من نوع (جيم ماستر 760) وعلبه ذخيره تحمل بداخلها 20 خرطوش ومنظار من نوع (ريد فيلد 2×7) لتثبيته بالبندقية - حتى بعد عوده من المكسيك كان راي لا يزال يستخدم اسمه المستعار (جالت) ولكن عند شرائه البندقية قام باستخدام اسم (هارفي لومير) - واخبر البائع بانه ذاهب واخيه لرحلة صيد.[13]
- بعد أن قام بشراء المعدات للازمه عاد لاتلانتا.
- عرف راي بولعه بقراءة الصحف اليومية وغالباً ما كان يقضي وقته في قراءة صحيفة دستور اتلانتا التي نشرت يومها ان مارتن لوثر كينغ يخطط للقيام برحله إلى ممفيس، تينيسي وكان مقرر لها أنت تكون في 1 أبريل 1968.
- وفي 2 من أبريل عام 1968 حزم راي حقائبه وتوجه إلى ممفيس [14]

## اغتيال مارتن لوثر كينغ
وفي ساعة المغيب من يوم 4 من شهر نيسان سنة 1968م، اتّخذ جيمس راي استحكاماً بحيث يصوّب منه باتجاه غرفة كينغ من موتيل لوريان. طال انتظار جيمس، فقد قبع كينغ في الغرفة طويلاً التي يشغلها مساعدوه، وفي الساعة 6 ظهر كينغ وهو يرتدي بذّة سوداء اللون. وكان يستعد للظهور أمام تجمّع جماهيري في تلك الليلة. استند كينغ إلى جدار الشرفة كي يتبادل الحديث مع مساعده جيسي جاكسون الذي كان يقف على الأرض، تحت الشرفة. فجأة دوى صوت طلقة، وانفجرت حنجرة كينغ ثم سقط على أرضية الشرفة واندفع الدم من عنق كينغ. تراكض الرجال مندفعين إلى الزعيم الجريح، ثم جاءت سيارة الإسعاف لإنقاذه، فيما هرب جيمس تاركاً حزمة ملفوفة في الممر، وكانت الحزمة تحتوي البندقية وصندوق طلقات وأشياء أخرى، وبين تلك الأشياء البطاقة الشخصية، أما البصمات فكانت موجودة على كل تلك الأشياء.
اغتيل مارتن لوثر كينغ على يد قناص في الرابع من أبريل 1968، عندما كان يقف على شرفه في الطابق الثاني في لوريل موتيل في ممفيس، تينيسي.
في 8 يونيو 1968 أي بعد شهرين أو أكثر على اغتيال كينغ، اعتقل راي في مطار هيثرو بلندن بينما كان يحاول مغادرة المملكة المتحدة بجواز سفر كندي مزور باسم (رامون جورج) حيث لاحظ موظف التذاكر أثناء تسجيل حضوره بأنه مطلوب لدى السلطات الكنديه. كما وجد مسؤولي المطار انه يحمل جواز اخر له ولكن باسم مختلف.بعدها قامت سلطات المملكة المتحدة بتسلميه مباشره إلى تينيسي حيث اتهم هناك باغتيال مارتن لوثر كينغ.
في 10 مايو 1969 أخذ راي بنصيحة محاميه بيرسي فورمان واعترف بجريمته لتجنب ادانته من قبل المحكمة واحتمالية حصوله على حكم الإعدام - الذي كان يتم تنفيذه وقتها في ولاية تينيسي عن طريق الصعق بالكهرباء-، وبذلك حصل على حكم بالسجن لمدة 99 عاماً.
بعدها قام راي بطرد محاميه فورمان. وادعى بانه قد التقى برجل في مونتريال اسمه المستعار راؤول وهو متورط معه أيضاً في مقتل كينغ واضاف بانه لم يكن هو من أطلق النار واعلن عدم مسؤوليته عن الاغتيال وان مسؤوليته قد تكون مسؤوليه جزئيه عن ما حدث ودون علمه بذلك، ملمحاً لوجود مؤامره لاغتيال كينغ.
على اثر تلك الادعاءات قام الصحفي وليام برادفورد بالتحقيق فيها واكتشف عدم صحة اقوال راي في بعض الأحيان. كما ان راي قد اخبر وليام بانه قد قام بترك بندقيته عمداً من دون أن يزيل اثر بصماته عنها وذلك لانه اراد ان يصبح مجرماً مشهوراً.

كما كان يعتقد بأن حاكم ولاية ألاباما، جورج والاس سوف يتم انتخابه قريباً كحاكم للولايات المتحدة الأمريكية وان فترة ادانته وبقاءه بالسجن ستكون قصيره جداً. ولكنه لم يصب في ذلك بل على العكس، فقد امضى راي ما تبقى في حياته محاولاً سحب اعترافاته وتأمين محاكمه جديده له ولكن دون جدوى.

## هروبه

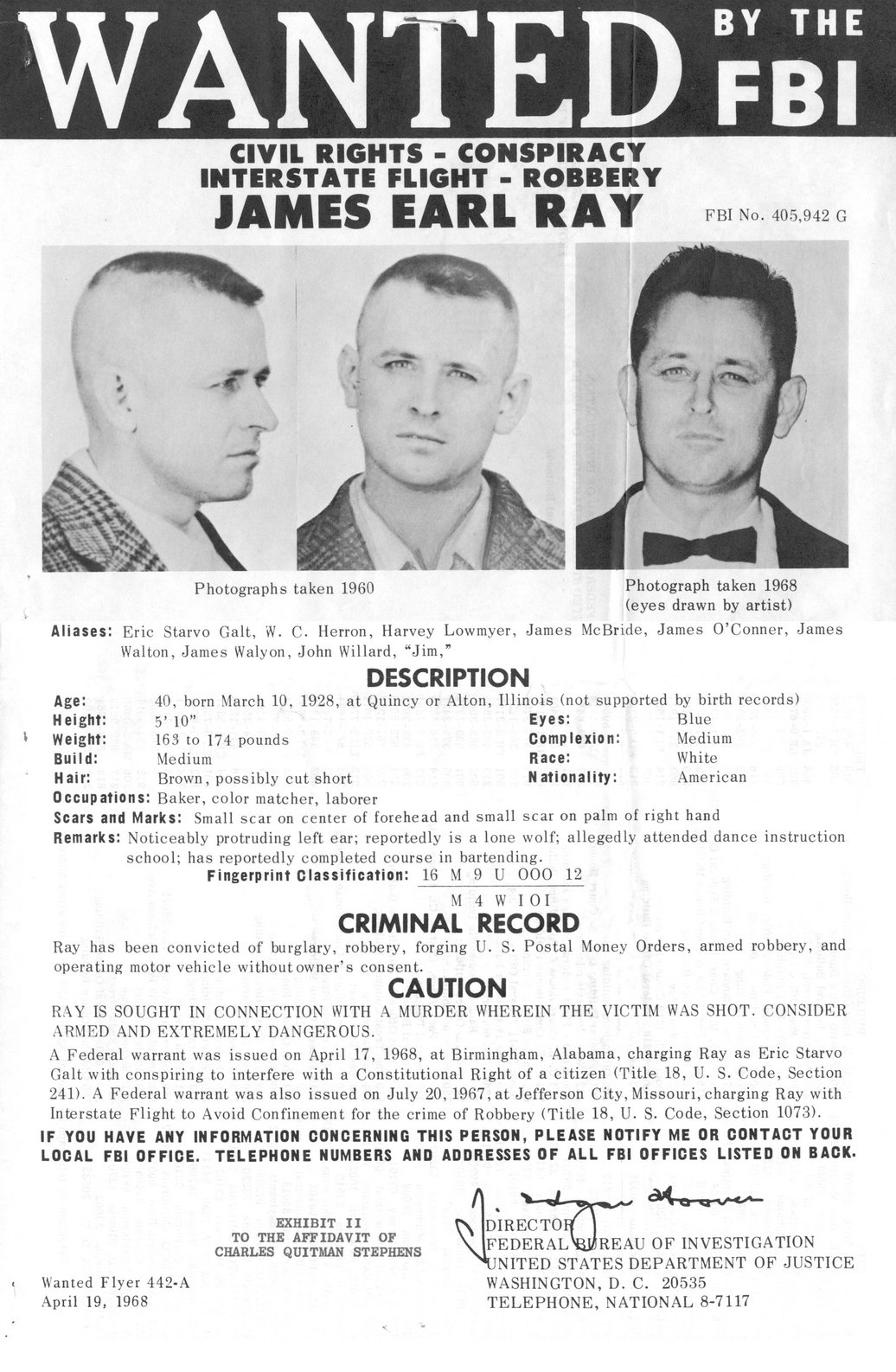
جيمس مطلوب لدى مكتب التحقيقات الفيدرالي

في 11 يونيو 1977، ظهر اسم راي على قائمة المطلوبين الهاربين لدى مكتب التحقيقات الفيدرالي بالإضافة لأسماء ستة مدانين اخرين فرو معه من سجن تينيسي وتم القبض عليهم واعادتهم في 13 يونيو 1977 أي بعد ثلاثة أيام من هروبهم. عوقب راي بإضافة سنة لسنوات إدانته ليصبح بها مجموع سنوات إدانته 100 سنه.
سعى راي من جديد للحصول على محاكمه له ولهذا قام بتعين المحامي هارد جاك كيرشو، الذي روج لادعاءات موكله التي قال بها «أنه غير مسؤول عن اطلاق النار وان ماحدث نتيجة مؤامره من رجل مجهول يدعى راؤول». التقى كيرشو وموكله بممثل لجنة الاغتيالات في مجلس النواب الأمريكي واقنعا اللجنة بعمل اختبار للمقذوفات التي ستبين ما إذا كان راي قد أطلق النار على كينغ ام لا  واضاف كيرشو ان عملية الهروب التي قام بها راي هي دليل يثبت صحة ادعاءه بوجود مؤامرة هو أحد اطرافها حيث ان المتأمرين قد قدموا مساعدات من خارج السجن لتسهل عملية هروبه.
ومن جهة أخرى قام كيرشو بإقناع راي بالخضوع لاختبار كشف الكذب ضمن ايطار مقابله اجرتها معه مجلة بلاي بوي.
نشرت المجلة نتيجة الاختبار وقد تبين بها ان راي قام باغتيال كينغ كما وانه قد فعل ذلك وحده. طرد راي محاميه كيرشو بعد أن اكتشف بانه قد تلقى مبلغ 11000 دولار من قبل مجلة بلاي بوي على ان يتمكنو من الحصول على مقابلة لراي وعين بعدها المحامي مارك لين ليمثله قانونياً.

## تطورات لاحقة
في عام 1993، اظهر لويد جاور -وهو صاحب مطعم (جيم قريل) في ممفيس الواقع بالقرب من لورين موتيل الذي اغتيل فيه كينغ- في برنامج (برايم تايم) لقناة (الاي بي سي - الأخباريه) تفاصيل تتعلق بوجود مؤامرة اشتركت فيها المافيا والحكومة الأمريكية لاغتيال كينغ. وبحسب ما يرى جاور ان جيمس كان كبش فداء لا أكثر لتلك العملية ويعتقد بان الملازم كلارك الذي يعمل ضابطاً في شرطة ممفيس هو من قتل كينع. وفي عام 1997 اقامت عائلة كينغ دعوة قضائية في المحكمة المدنية ضد لويد بتهمة تورطه بمؤامرة اغتيال والدهم وقد وجد جاور مسؤولاً من الناحية القانونية عن ذلك ووجب عليه دفع تعويض مادي لهم وقد قابلو بتعويض قدره 100 دولار فقط أثباتاً منهم عدم سعيها وراء المال.وفي نفس العام التقى ديكستر (نجل كينغ) براي واعلن عن تأيده ودعمه للجهود التي يبذلها الأخير في سبيل الحصول على محاكمةٍ له، كما صرحت أيضاً اسرته بأنهم لا يرون لراي علاقة باغتيال والدهم.
قدم المحامي الدكتور ويليم فرانسيس بيبر - الذي كان صديقاً لكينغ في السنة الأخيرة من حياته- محاكمة رمزية متلفزة لراي، خلص فيها إلى أن راي غير غير مذنب، وكان هدفه من تلك المحاولة هو الحصول على محاكمة فعليه لراي، وهي وهو ما لم يحصل على الإطلاق.

## وفاته
في 23 أبريل من عام 1998 توفي راي في السجن عن عمر يناهز السبعين عاماً بعد مروره بمضاعفات جراء مرضه بـالتهاب الكبد الفيروسي ج، ويحتمل بأنه التقط العدوى من خلال عملية نقل الدم التي حصل عليها بسبب تعرضه للطعن مِن قِبَل أحد السجناء بالسجن.

وقد عَلَّق جيري أحد أشقاء راي السبعة، بعد وفاته قائلاً: «إنّ راي لا يريد أَنْ يُدفن في الولايات المتحدة الإميركية بسبب الطريقة التي عاملتْه الحكومة بها».